# Aurélien Wiik
Aurélien Wiik est un acteur français, né le 24 septembre 1980 à Deauville (Calvados).

## Biographie

### Jeunesse
Aurélien Wiik naît à Deauville, fils du comédien Pierre-Alain Wiik (1945-2020) et de Françoise Deldick, actrice active dans les années 1960. Il grandit à Luc-sur-Mer, dans le Calvados. Il est le cadet d'une fratrie de deux enfants ; son frère aîné, Benjamin, est décédé des suites d'une maladie en 2014.

### Carrière
Aurélien Wiik commence à travailler au cinéma à l'âge de douze ans dans Cache cash, de Claude Pinoteau, en 1994. Il arrête ses études à seize ans pour travailler à plein temps pour le cinéma et le théâtre.
En 2005, il apparaît dans quatre films : Tu vas rire, mais je te quitte, de Philippe Harel, Sans elle, d'Anna da Palma, Amazon Forever, de Jean-Pierre Dutilleux et À travers la forêt, de Jean-Paul Civeyrac. Dans la même année, il écrit et réalise son premier court métrage Rue des vertus avec Alexis Tomassian et Larissa Cholomova.
Début mars 2025, il est mentionné, aux côtés de Joy Esther, Isabel Otero et Lannick Gautry, en plein tournage de Tout pour la lumière, première série musicale de Netflix, pour la chaîne TF1.

### Vie privée
Aurélien Wiik est le compagnon de la comédienne Juliette Dol.

## Victime d'agressions sexuelles
Pour un article plus général, voir Violences sexuelles et sexistes dans le cinéma français.
En 2024, le comédien révèle sur Instagram avoir été victime d'abus sexuels entre ses 11 ans et 15 ans, perpétrés par son agent ainsi que d'autres membres de son entourage,.

Il dénonce des « dîners piégés organisés par des vieux avec plusieurs mineurs », et affirme avoir reçu, jusqu'à l'âge de 25 ans, des propositions de rôles en échange de faveurs sexuelles. Il indique également avoir été fréquemment victime de tentatives de drogue à son insu. 

« Jusqu'à 25 ans, on m'a proposé des rôles en échange de faveurs. On a tenté de me droguer souvent. »

Aurélien Wiik explique avoir porté plainte à l'âge de seize ans, comme d'autres victimes. Cette action a conduit à la condamnation de l'agresseur à une peine de cinq ans de prison.

## Filmographie

### Acteur

#### Longs métrages
- 1994 : Cache cash de Claude Pinoteau : Antoine
- 1997 : Soleil de Roger Hanin : Pierrot
- 1999 : Belle-maman de Gabriel Aghion
- 2000 : Carla de Dramane Sangare : le chauffeur
- 2000 : In extremis d'Étienne Faure : Vincent
- 2001 : Chaos de Coline Serreau : Fabrice
- 2002 : À l'abri des regards indiscrets : le playboy #2 (le top frime)
- 2002 : Parlez-moi d'amour de Sophie Marceau : William
- 2002 : La Bande du drugstore de François Armanet : Marc Bensoussan
- 2002 : Les Frères Hélias de Frédy Busso : Nico
- 2003 : Sem Ela (Sans elle) d'Anna da Palma : Johnny Vieira
- 2004 : Ce qu'ils imaginent d'Anne Théron : Santiago
- 2004 : Tout le plaisir est pour moi d'Isabelle Broué : Raoul
- 2004 : Arsène Lupin de Jean-Paul Salomé : Jean Lupin
- 2004 : Amazon Forever de Jean-Pierre Dutilleux : Nicolas
- 2005 : Tu vas rire, mais je te quitte de Philippe Harel : Thierry
- 2005 : À travers la forêt de Jean-Paul Civeyrac : Renaud/Hippolyte
- 2007 : Mise à nu de Jérémy Halkin (court métrage) : Lui
- 2008 : Frontière(s) de Xavier Gens : Alex
- 2008 : Secret défense de Philippe Haïm : Jérémy
- 2008 : La Tangente de Vincent Vesco (court métrage) : Lui
- 2009 : Un homme et son chien de Francis Huster : le collègue de Leïla
- 2009 : Des illusions d'Étienne Faure : Florent
- 2010 : Djinns d'Hugues Martin et Sandra Martin : Saria
- 2010 : Somewhere de Sofia Coppola : un jeune homme
- 2014 : Tierra de Sangre de James Katz : Étienne
- 2014 : Blood Sugar Baby de Igal Weitzman : Mirko
- 2015 : Nos futurs de Rémi Bezançon : Vincent
- 2018 : L'Incroyable Histoire du facteur Cheval de Nils Tavernier : Benjamin Lecoeur

#### Courts métrages
- 1993 : Arène de Nicolas Cuche
- 1999 : Sous-sols de Jérôme le Maire : Ben
- 2005 : Rue des vertus d'Aurélien Wiik
- 2005 : Au petit matin de Xavier Gens
- 2012 : Terry Richardson's Last Hours de Charlotte Robert : l’ami de Terry
- 2012 : Emprise de Vincent Arnaud
- 2016 : Une dernière course de Sergio Do Vale
- 2017 : L'Enfant sage d’Alcibiade Cohen et Louise Ernandez

#### Téléfilms
- 1994 : Regards d'enfance : Le Garçon qui ne dormait pas de Michaël Perrotta : Basile
- 1995 : La Rivière Espérance de Josée Dayan : Benjamin à treize ans
- 1995 : Les Faux-frères de Miguel Courtois : Jeff
- 1996 : Les Feux de la Saint-Jean de François Luciani
- 1996 : L'Amerloque de Jean-Claude Sussfeld : Frank
- 1997 : Mélanie d'Emmanuel Finkiel : Vincent
- 1998 : Meurtres sans risque de Christiane Spiero : Stéphane Dantois
- 1998 : Telle mère, telle fille d'Élisabeth Rappeneau : J.C. Corti
- 1998 : Le Bahut de Hervé Chabalier : Bruno
- 1999 : Tombé du nid d'Édouard Molinaro : Max
- 1999 : La Traversée du phare de Thierry Redler : Graf
- 2000 : Kitchendales de Chantal Lauby : Enzo
- 2001 : Les Inséparables de Thierry Redler : Graf
- 2004 : Nos vies rêvées de Fabrice Cazeneuve : Jean-François
- 2005 : Alex Santana, négociateur de Denis Amar : Jesse Hollain
- 2005 : Les Rois maudits de Josée Dayan : Édouard III
- 2005 : Le Frangin d'Amérique de Jacques Fansten : Serge
- 2006 : Laura de Jean-Teddy Filippe : Antoine
- 2007 : Ma fille est innocente de Charlotte Brändström : Gérôme
- 2011 : Les Robins des pauvres de Frédéric Tellier : Régis
- 2011 : L'Épervier de Stéphane Clavier : Yann de Kermeur, l'Épervier
- 2013 : Meurtres à Saint-Malo de Lionel Bailliu : Ronan
- 2014 : Des roses en hiver de Lorenzo Gabriele : Julien
- 2015 : Le Zèbre de Frédéric Berthe : Lionel Dana
- 2020 : Le Canal des secrets de Julien Zidi : Maxime Fabre
- 2020 : Meurtres en Berry de Floriane Crépin : Basile Tissier
- 2022 : Le Village des endormis de Philippe Dajoux : Martin

#### Séries télévisées
- 1995 : Le Retour d'Arsène Lupin : Arthur (1 épisode)
- 1996-1997 : Jamais deux sans toi...t : Kevin, le neveu de Jennifer (3 épisodes)
- 1996 : Julie Lescaut : Thierry Lemoine (1 épisode)
- 1998 : Le Bahut : Bruno (1 épisode)
- 1999 : PJ : Hermet (1 épisode)
- 2000 : Scénarios sur la drogue : l'adolescent (1 épisode)
- 2000 : Chère Marianne : Alain (1 épisode)
- 2002 : Le juge est une femme : Jolly (2 épisodes)
- 2008-2009 : Myster Mocky présente (2 épisodes)
- 2012 : Inquisitio  : Nicolas Tasteville/Samuel de Naples
- 2013 : Maison close : le médecin du « Paradis » (13 épisodes)
- 2016 : La Vengeance aux yeux clairs : Joris Chevalier (8 épisodes)
- 2016-2021 : Munch : Gaspard
- 2019 : Le Bazar de la Charité : Jean Rivière (8 épisodes)
- 2020 : Black and White : Victor Lepage
- 2020 : Engrenages : Mario Jancovic (saison 8)
- 2021 : Luther : Marc
- 2022 : Capitaine Marleau (épisode Morte saison) : Thomas
- 2023 : Tout cela je te le donnerai : Joffrey
- 2023 : Jusqu'ici tout va bien : Philippe
- 2025 : Tout pour la lumière : Swann Delaunat

#### Clips
- 1997 : Ensemble, clip de Sinclair
- 2001 : Toutes les femmes de ta vie, clip des L5
- 2011 : Jouer dehors, clip de Mademoiselle K
- 2011 : Perdus dans la nature, clip de Folkom
- 2012 : Station balnéaire, clip de Da Silva

### Réalisateur
- 2005 : Rue des vertus (court métrage) avec Alexis Tomassian, Larissa Cholomova

### Scénariste
- 2005 : Rue des vertus (court métrage) avec Alexis Tomassian, Larissa Cholomova

## Théâtre
- 1994 : La Ville dont le prince est un enfant d'Henry de Montherlant, mise en scène Pierre Boutron, Théâtre Hébertot
- 2003 : Le cœur est un forain triste de et mise en scène par Lierre Lose à l'École d’architecture de Paris La Villette
- 2003 : Les Amazones de Jean-Marie Chevret, mise en scène Jean-Pierre Dravel, Théâtre Rive Gauche
- 2004 - 2005 : Concorde-Concorde de Valentine Valsevierzon, mise en scène Chantal Ladesou et Aurélien Wiik au Splendid, Théâtre des Blancs Manteaux
- 2005 : L'Autre de Florian Zeller, mise en scène Annick Blancheteau, Petits Mathurins
- 2013 : Mensonges d'États de Xavier Daugreilh, mise en scène Nicolas Briançon, Théâtre de la Madeleine
- 2018 : La Conversation de Jean d'Ormesson, mise en scène Alain Sachs, théâtre du Gymnase

## Distinctions

### Récompenses
- Festival du Film d'Agde 2006 : Prix d'interprétation pour Au petit matin (partagé avec Estelle Lefebure)
- Mouviz Festival 2006 : Prix d'interprétation pour Au petit matin

### Nomination
- Molières 2004 : Molière de la révélation théâtrale pour Les Amazones